# Meletie Drăghici
Meletie Drăghici (ortografiat și Dreghici sau Dregits; maghiară: Dregics Melet sau Miletius; germană: Meletius Dregics sau Dregitsch; n. 10/22 noiembrie 1814, Comloșu Mare, România – d. 23 mai/4 iunie 1891, Timișoara, Austro-Ungaria) a fost un preot ortodox român, protopop al Jebelului și al Timișoarei, avocat, publicist și promotor al emancipării naționale a românilor din Banat în secolul al XIX-lea.

## Biografie
Meletie Drăghici s-a născut la 10/22 noiembrie 1814 în Comloșu Mare. Tatăl său era preotul din localitate, Ioan Popovici-Drăghici, iar mama sa Petra. A fost botezat cu numele Melente la 14/26 noiembrie 1814, nașul său fiind Ioan Grofșoreanu, străbunicul lui Cornel Grofșorean. A urmat școala primară în localitatea natală, apoi, începând din 1823, cursuri secundare la Liceul Piarist din Timișoara. Fără a termina toate cele 6 clase ale liceului piarist, și-a continuat studiile la Seghedin. Ulterior a frecventat cursurile juridice ale Universității din Pesta, unde a fost coleg cu Eftimie Murgu și Sava Vuković. După terminarea studiilor, a efectuat practica juridică necesară în vederea susținerii examenului Rigorosum, obținând dreptul de a profesa ca avocat. Din 1835 a studiat teologia la Carloviț, unde l-a avut ca profesor pe Andrei Șaguna.  Deși unii biografi au sugerat că ar fi urmat și teologia la Vârșeț, corespondența purtată între 1854 și 1866 cu Andrei Șaguna indică faptul că a fost elev doar la seminarul din Carloviț.
Ulterior, s-a întors în localitatea natală, unde a fost avocatul lui Ioan Nako, membru al familiei Nako, fost coleg de facultate la Pesta și proprietar al domeniului Comloș.
În această perioadă a început și activitatea publicistică, colaborând cu publicații precum „Foaie pentru minte, inimă și literatură”, a lui George Barițiu. În numărul 5 din 30 iulie 1838, a publicat articolul Rugare către literatorii românești în care milita pentru latinitatea limbii române și scrierea cu caractere latine. În același an, în numerele 25 și 26 din lunile noiembrie și decembrie ale săptămânalului, a publicat nuvela Focul amorului, influențată de curentul romantic.
La stăruințele tatălui său, care dorea ca fiul său să-l urmeze în preoție, a renunțat la cariera de avocat și a fost hirotonit preot de episcopul Pantelimon Jivcovici al Timișoarei. Ulterior, a activat pentru o perioadă ca preot capelan în parohia tatălui său din Comloșu Mare, iar din aprilie 1841 a preluat conducerea acesteia, pe care a păstorit-o timp de opt ani.
La 5 iunie 1848 a fost numit protopop al Jebelului, iar ulterior, în urma mutării sediului protopopiatului, a devenit protopop al Buziașului, continuând însă să locuiască la Jebel.
La 9 noiembrie 1854 a fost numit protopop al Timișoarei de către episcopul Samuil Mașirevici. A deținut această funcție concomitent cu cea de preot al Bisericii ortodoxe din Fabric, Timișoara, până la pensionarea sa, la 1 iulie 1890.
În 1855, în contradicție cu pozițiile anterioare, Drăghici a publicat la Timișoara broșura Care sunt literele române?, tipărită cu alfabet chirilic, în care susținea păstrarea acestui alfabet în scrierea limbii române. Această schimbare de atitudine a fost pusă de unii cercetători, precum preotul Gheorghe Naghi, pe seama temerilor legate de propaganda greco-catolică. Ioan Olărescu o pune pe seama contextului politic și bisericesc tensionat de după revoluția din 1848–1849, când, în urma represaliilor autorităților imperiale și ale ierarhiei bisericești sârbe împotriva românilor care sprijiniseră cauza maghiară, patriarhul sârb Rajačić a impus restricții severe asupra clerului român, inclusiv interzicerea alfabetului latin. Un alt motiv invocat de Olărescu este opoziția enoriașilor ortodocși din Timișoara — minoritari în oraș — față de catolicism, confesiune asociată frecvent cu utilizarea alfabetului latin.
Broșura a fost criticată public de Vasile Maniu și de Petru Lupul, care au apărat caracterul latin al limbii române, Maniu publicând Raspunsul replicativ la brosura d-lui protopresviteru Meletie Dreghici intitulată „Care suntu literile romane?” în același an.
Ca replică la Răspunsul lui Vasile Maniu, Meletie Drăghici a publicat anul următor, la Timișoara, lucrarea Să ne desamățim. În această broșură, Drăghici își afirmă concepția privind originea daco-romană a poporului român, susținând că romanizarea Daciei s-a realizat prin coloniști proveniți din toate provinciile Imperiului Roman, nu doar din Italia, Galia și Spania. El argumentează că retragerea aureliană a presupus plecarea administrației și a unei părți din coloniști, însă majoritatea populației a rămas pe loc. Polemica a continuat în 1857 printr-o nouă replică a lui Vasile Maniu și prin publicarea Dizertațiunii istorice, critice și literare despre originea românilor din Dacia Traiană. Deși în dezacord asupra unor detalii, ambii autori susțineau ideea continuității românilor în spațiul carpato-danubiano-pontic.
Cu timpul, Drăghici și-a reconsiderat poziția: din 1866 a început să utilizeze alfabetul latin în documentele oficiale, iar din 1871 și-a tipărit lucrările exclusiv cu litere latine.
În calitate de protopop, Meletie Drăghici avea atribuții de inspector al școlilor confesionale din parohiile arondate, unde preoții îndeplineau și rolul de directori școlari. A susținut menținerea în funcțiune a școlilor și formarea cadrelor didactice, sprijinind în 1872 înființarea primei Reuniuni a învățătorilor, al cărei președinte a fost ales Vincențiu Babeș. Din 1870 a fost membru al Senatului Școlar al Episcopiei Aradului, alături de Babeș, Pavel Vasici și alți fruntași români și din comisia de examinare a absolvenților cursurilor teologice ale Preparandiei din Arad.
Pentru sprijinirea învățământului în limba română, a elaborat manuale școlare, între care Istoria naturală și știința naturii (1871) și Istoria Ungariei în compendiu (Timișoara, 1874). Cel din urmă manual a fost interzis de autorități în 1877, prin ordinele ministeriale nr. 14.011/11 iunie și 18.034/29 iulie, fiind inclus pe o listă de 13 manuale retrase din școlile confesionale.
În 1868, împreună cu G. Crăciunescu, Meletie Drăghici a înființat Alumneul național român din Timișoara, sub denumirea Institutul de creștere și ajutorare pentru tinerimea română greco-ortodoxă de la școlile din Timișoara. Prin intermediul acestuia erau selectați anual câțiva tineri proveniți din familii sărace din mediul rural, cu rezultate bune la învățătură, recomandați de dascălii locali și dornici să urmeze o meserie sau o carieră administrativă. Elevii erau găzduiți în familii de români din Timișoara, întreținerea lor fiind acoperită din fondurile Alumneului.
De asemenea, a susținut crearea unei școli de agricultură în Timișoara. La 10 septembrie 1875, sinodul protopresbiteral convocat sub conducerea sa a hotărât ca fiecare parohie să organizeze un sinod parohial extraordinar pentru a decide asupra fondării unor școli tractuale de agricultură. Totodată, s-a stabilit ca fiecare comună greco-orientală din tractul respectiv să contribuie cu câte 18 florini anual, sumă necesară pentru acordarea unei burse de 500 florini timp de câțiva ani unui tânăr care urma să se pregătească pentru a deveni profesor al noii școli agricole.
Alături de Pavel Rotariu și Emanuil Ungureanu, fost unul dintre inițiatorii înființării „Reuniunii de credit” în 1884, transformă la 12 august 1885 în Banca Timișiana, fiind președentele adunării acționarilor. Printre membrii fondatori, alături de Meletie Drăghici, Pavel Rotariu și Emanuil Ungureanu, erau mai mulți fruntași ai mișcării naționale bănățene: Alexandru Mocioni, Anton Mocioni, Traian Doda, Coriolan Brediceanu, Alexandru Crăciunescu, Ioan Suciu, Aurel Suciu, Nicolae Oncu sau George Vuia.
Până în 1864, anul reînființării Mitropoliei Ardealului, Meletie Drăghici și-a desfășurat activitatea sub jurisdicția episcopilor sârbi Pantelimon Jivcovici și Samuil Mașirevici. Deși a colaborat în termeni buni cu aceștia — aspect evidențiat în corespondența sa cu Andrei Șaguna — a fost un susținător al separării ierarhiei ortodoxe române din Banat de cea sârbă. După 1865 a trecut în subordinea Episcopiei Aradului, păstrând totodată relații cordiale cu ierarhia sârbă. Un exemplu în acest sens este donația făcută de episcopul George Brancovici, care i-a oferit 76 de exemplare din octoihul lui Constantin Diaconovici Loga pentru a fi distribuite preoților români; sumele obținute din vânzare au fost donate „Alumneului” din Timișoara.
Meletie Drăghici a întreținut o relație strânsă de colaborare cu mitropolitul Andrei Șaguna, împărtășind aceleași preocupări privind organizarea vieții bisericești românești din Banat. Acesta a promovat în Banat tipăriturile lui Șaguna, în special ziarul Telegraful Român, Drăghici recomandând preoților și credincioșilor din protopopiatul său să citească acest ziar. Totodată, Drăghici a distribuit în regiune calendare și alte cărți tipărite la Sibiu sub egida lui Șaguna, contribuind la răspândirea culturii și identității românești. După restaurarea Mitropoliei de la Sibiu în 1864, i-a adresat lui Șaguna felicitări pentru învestitură, reflectând relația sa apropiată și respectul față de mitropolit.
A fost un susținător consecvent al înființării unei episcopii ortodoxe române la Timișoara, alăturându-se încă din 1868 semnatarilor unei petiții adresate Congresului Național Bisericesc Român de la Sibiu, prin care se cerea înființarea unei episcopii ortodoxe române la Timișoara. Ulterior, a participat la conferința națională întrunită în 28 iunie/10 iulie 1876 în Timișoara, unde a fost ales prin aclamație, alături de Alexandru Mocioni și Vincențiu Babeș, într-o delegație desemnată să prezinte episcopului ortodox român rezoluția adunării. Această inițiativă a fost concretizată printr-un protocol și un memoriu redactat și semnat de Meletie Drăghici, datat 10 octombrie 1877, care au fost prezentate în sesiunea din 1878 a Congresului Național Bisericesc Român de la Sibiu. În 1884, alături de Emanuil Ungureanu a fondat „Reuniunea pentru crearea unui fond pe seama înființîndei episcopii greco-ortodoxe române din Timișoara”, cu aprobarea Episcopiei Aradului. Inițiativa a beneficiat de sprijin larg, dar nu a fost finalizată din cauza obstacolelor întâmpinate.

## Activitatea politică și culturală
În timpul Revoluției Maghiare din 1848, Meletie Drăghici a adoptat o atitudine moderată, favorabilă reconcilierii între români și maghiari. A respins la 5 iunie 1848 apelul lui Sebő Vukovics, vicecomitele de Timiș, de a se alătura Revoluției, argumentând că că dorea buna înțelegere între români și maghiari.
Mitropolitul Iosif Raicici organizase, între 13–15 mai 1848, un congres național sârb la Carloviț, în cadrul căruia sârbii s-au declarat națiune liberă și independentă politic sub dinastia Austriei și au proclamat crearea unui teritoriu național – Voivodina, cu capitala la Timișoara, solicitând românilor să li se alăture în lupta împotriva maghiarilor. Din corespondența cu Vukovics reiese că Drăghici considera influența panslavismului asupra românilor nefavorabilă, motiv pentru care a ales să semneze, la 6 ianuarie 1849, împreună cu Patrichie Popescu (1809–1862), arhimandrit al mănăstirii Hopovo și administrator al diecezei Caransebeș–Vârșeț, și cu Basilius Stojan, solgăbirău în comitatul Timiș, o petiție aflată în conflict cu interesele sârbilor, prin care își reafirmau fidelitatea față de Casa de Habsburg.
Documentul solicita unificarea întregii populații românești din imperiu într-o singură provincie, sub conducerea unui guvernator ales dintre români și confirmat de împărat, cu prerogative similare celor ale guvernatorului Transilvaniei. Noua provincie, denumită „Provincia Romania” (Provinz Romanien), urma să aibă o administrație proprie, formată din membri ai națiunii române, cu garanții ferme pentru păstrarea caracterului național. Proiectul prevedea ca limba română să fie folosită atât în administrația internă, ca limbă oficială, cât și în școli, ca limbă de instrucție, provincia urmând să rămână strâns legată de Imperiul Austriac.
Între 18–19 noiembrie 1860, Meletie Drăghici a participat la conferința convocată de Andrei Mocioni în Palatul Mocioni din Timișoara. În cadrul acestei reuniuni au fost formulate principalele revendicări ale românilor bănățeni, printre care: autonomia Banatului și a Voivodinei față de Ungaria, crearea unui Căpitănat Român condus de un român prin naștere, înființarea unor instituții naționale proprii, adoptarea limbii române ca limbă oficială și alte măsuri pentru ameliorarea situației naționale a populației române. Aceste revendicări au fost înaintate Curții de la Viena.
Cu toate acestea, la 27 decembrie 1860, împăratul Franz Joseph I a semnat un rescript prin care Voivodina Sârbească și Banatul Timișan a fost încorporată în Regatul Ungariei. Documentul imperial includea totuși și unele prevederi favorabile populației române, precum desemnarea în funcții publice a unor persoane cunoscătoare ale limbii române. În anul următor, a fost reintrodusă administrația maghiară în Banat, fără a pune în aplicare dispozițiile rescriptului imperial, fapt care a condus la intensificarea luptei românilor pentru drepturile naționale.
În ianuarie 1861, Meletie Drăghici a participat la adunarea comitatului Timiș, unde a luat cuvântul în numele comunității românești pentru a protesta împotriva subreprezentării acesteia în viața politică locală. Intervenția sa a fost întreruptă de președintele adunării, obergespanul Murányi-Kulterer. În aceeași ședință, reprezentanți ai altor naționalități, precum arhimandritul sârb Mihailovits, au exprimat nemulțumiri similare, în timp ce alți demnitari, precum Paul Wesselinovits (fost Stadthauptmann al Timișoarei înainte de 1848) și contele Bethlen, au pledat pentru unitatea cu națiunea maghiară și reafirmarea Constituției din 1848 — idei susținute și de Ferenc Deák într-o conferință juridică ținută la Pesta în aceeași perioadă. Murányi a restabilit calmul cu un discurs împăciuitor, rostit în maghiară și continuat în română, și a promis extinderea listei de alegători în favoarea românilor și sârbilor.
Un an mai târziu, în 1862, în cadrul unei noi adunări comitatense, Drăghici a susținut din nou dreptul românilor de a fi reprezentați proporțional în administrația comitatului, în raport cu ponderea lor demografică și contribuția fiscală. A fost sprijinit de inspectorul școlar Constantin Ioanovici, care a cerut recunoașterea limbii române ca limbă oficială a comitatului, alături de maghiară.
În anul 1863, Meletie Drăghici a subscris la Plângerea adresată împăratului de românii din comitatele Timiș, Torontal și Caraș, document prin care se solicita respectarea limbii române în administrație, ocuparea funcțiilor publice de către români, restaurarea Mitropoliei Ortodoxe și plasarea învățământului popular sub conducere românească. În document se exprima, de asemenea, dezaprobarea față de încorporarea Banatului în Ungaria și se reclama nerespectarea prevederilor rescriptului din 1860.
În anul 1868, în locuința sa din Timișoara a avut loc o adunare a elitei intelectuale românești, care a pus bazele unei „casine” cu cabinet de lectură. Aceasta a fost organizată oficial la 8 decembrie 1868 sub denumirea de Societatea română de lectură, avându-l ca președinte pe Alexandru Mocioni și ca vicepreședinte pe Petru Cermena.
La 7 februarie 1869 a fost unul dintre membrii fondatori ai Partidului Național al Românilor din Banat și Ungaria, prima formațiune politică românească în cadrul Imperiului Austro-Ungar.
În timpul Războiului de Independență al României din 1877–1878, Meletie Drăghici a sprijinit acțiunile de colectare a donațiilor destinate ostașilor români răniți. După ce autoritățile maghiare au desființat comitetele de sprijin constituite legal, strângerea ajutoarelor a continuat prin intermediul listelor de subscripție personale. În acest context, Drăghici a sprijinit activ inițiativa fiicei sale, Iulia Rotariu, care a coordonat colectarea fondurilor. Donațiile erau centralizate în locuința familiei Drăghici din cartierul Cetate al Timișoarei, unde funcționa și cabinetul avocatului Pavel Rotariu, soțul Iuliei. Pentru aceste acțiuni, Iulia Rotariu a fost decorată de Regina Elisabeta a României cu Crucea Comemorativă „Elisabeta”, în semn de recunoaștere pentru activitatea sa caritabilă.
După întreruperea apariției ziarului Albina în 1876, Meletie Drăghici a sprijinit fondarea primului cotidian românesc din Banat, Luminătorul, care a apărut la Timișoara la 5/17 martie 1880, sub redacția ginerelui său, Pavel Rotariu. Drăghici a devenit proprietarul oficial al publicației, garantând suma impusă de autorități (5.000 florini) prin ipotecarea casei sale, evaluată la 40.000 florini. Publicația, activă timp de 14 ani, a avut un rol politic și cultural semnificativ în emanciparea românilor bănățeni.
În primăvara anului 1881, Meletie Drăghici a făcut parte din Comitetul Electoral Central al comitatului Timiș, care a organizat desemnarea delegaților pentru conferința de unificare a partidelor naționale românești de la Sibiu, care a dus la formarea Partidului Național Român.
Deși în anii 1860–1870 a fost perceput ca apropiat de cercurile guvernamentale și acuzat pe atunci de susținător al politicii lui Deák, Meletie Drăghici și-a reafirmat constant loialitatea față de cauza națională românească. Astfel, în ziarul Albina, nr. 34 din 2/14 aprilie 1869 declara că: „Potu fi de principie politice contrarie altoru frati romani, inse romanu a fi, neci odata nu voiu incetá.” Retrospectiv, Gazeta Poporului, într-un articol publicat după decesul său, îl caracteriza drept „cel mai mare guvernamentalist și deachist” din acea perioadă, dar și „naționalistul cel mai binemeritat”, subliniindu-i influența pozitivă pentru comunitatea românească prin publicarea ziarului Luminătoriul.

## Familia
A fost căsătorit cu Ecaterina, născută Cruici, după alte surse, Gruici (n. 1818-1819 - d. 30 ianuarie 1902), alături de care a avut trei fete, Sabina, Albina și Iulia (n 1847-1848 - d. 3 martie 1907). Sabina a fost căsătorită cu Enrico Tripp, funcționar la Căile Ferate Austro-Ungare, Albina cu preotul George Vlahovici din Chichinda Mare, iar Iulia, la 20 februarie 1869, în Timișoara cu avocatul Pavel Rotariu.

## Decesul
Meletie Drăghici a decedat la 23 mai/4 iunie 1891, la ora 14, la vârsta de 77 de ani, în urma unei boli îndelungate.
Ceremoniile funerare au început la 26 mai/6 iunie 1891, la ora 15:00, în curtea reședinței sale din cartierul Cetate al Timișoarei, cu slujba de prohod oficiată de un număr mare de preoți, alături de ieromonahul Augustin Hamsea și ierodiaconul dr. Traian Putici din Arad. Ulterior, trupul său a fost condus și înhumat în cripta familială din cimitirul ortodox al cartierului Cetate (astăzi Cimitirul Calea Lipovei).
La înmormântare au participat oficialitățile orașului printre care primarul Timișoarei de la acea vreme, Carol Telbisz, majoritatea intelectualilor români din localitate, reprezentanți ai Partidului Național Român din Lugoj și Arad, care au depus coroane funerare, dar și o mulțime de credincioși din Timișoara și satele din jur.
În cadrul cuvântarii funerare, Ioan Valeriu Barcianu a evocat contribuția lui Meletie Drăghici la fondarea ziarului Luminătorul și la susținerea învățământului și identității românești în Banat.
Potrivit adresei Parohiei Timișoara II — Fabric nr. 64 din 12 mai 1966 semnată de preotul Victor Vlăduceanu, ca răspuns la Ordinul Arhiepiscopiei Timișoarei nr. 2375 - C/59/1966 privitor la mormintele protopopilor timișoreni de odinioară, mormântul acestuia nu a fost identificat.

## Distincții
- Cavaler al Ordinului Franz Joseph pentru meritele obținute în domeniile bisericesc și școlar.[43][44]

## Comemorări
A fost comemorat de comunitatea din Comloșu Mare printr-o placă memorială inaugurată în 1935, pe zidul bisericii ortodoxe locale.
De asemenea, prin Hotărârea Consiliului Județean Timiș nr. 23 din 18 noiembrie 1993, denumirea splaiului Industria Lânii din Timișoara, cunoscut anterior ca Gyapjúipar sor, în perioada austro-ungară, a fost schimbată în splaiul protopop Meletie Drăghici.

## Opera

### Lucrări originale
- Care sânt literile române? de Meletie Drăghici, Protopresv. Timișorii. [Temișoara], Tip. erezilor lui Baihel, [1855], 12 p. (cu caractere chirilice).
- [Să ne desamăgim!] Răspunsul autorului la critica adusă broșurii „Care sânt literile române?”, [Timișoara], Cu literile Următorilor lui Baihel, [1856], 20 p. (cu caractere chirilice).
- Escerpte. Din îndreptarea legii (Pravila), și din Nomocanonu în privinți’a causeloru matrimoniali și disciplinari preotiesci, Timișoara, Tip. Em. Blau, 1871, 31 p.
- Istoria Ungariei în Compendiu, Timișoara, Editura și proprietatea Alumneului român național din Timișoara, Tip. Em. Blau, 1871, 30 p.
- Estrasu scurtu din istoria naturală și Șciinț'a naturei pe s'em’a școalelor poporale, Timișoara, 1871. (Lucrarea este menționată de Barițiu.)
- Legile bisericesci în modu estrativu și splicativu: I. Direptariulu; II. Nomocanonulu; III. Canónele Sfinților Părinți singulari; IV. Epistolele Sinodului african către pap'a Romei. Timișoara, Tip. Diecesii Cianadiane, 1873, XLVII + 210 p.
- Despre mesur'a metrica, [Timișoara], [1874?], 12 p. (fără copertă și pagină de titlu; se face referire la o lege din 1874).
- Istoria Ungariei. Timișoara, 1874. (Această lucrare a fost interzisă prin ordin al Ministerului de Culte și Învățământ de la Budapesta, cf. Biserica și Școala, 1877, nr. 28, și Eminescu, p. 67).
- Istori’a adunărilor bisericesci. Compusă din opuri vechi bisericesci, Timișoara, Tipografia Diecesană, 1885, 195 p. (Retipărire din Luminatoriul, 1885).[49]

### Traduceri
- Francesco Griselini, Descrierea Banalului Timișoarei. Traducere de Meletie Drăghici, Timișoara, 1881.[49]